# Anisostena funesta
Anisostena funesta är en skalbaggsart som först beskrevs av Joseph Sugar Baly 1885.  Anisostena funesta ingår i släktet Anisostena och familjen bladbaggar. Inga underarter finns listade i Catalogue of Life.